# Међународно првенство Сиднеја 2009 — жене појединачно
Медибанк интернашонал 2009. — жене појединачно (енгл. Medibank International) је један од професионални ВТА тениских турнира, који се сваке године игра недељу дана пре првог гренд слем турнира, Отвореног првенства Аустралије.
Игра се четрдесетдруги пут у Сиднеју Аустралија, од 12 — 17. јануара на отвореним теренима НСВ Тениског центра са тврдом подлогом.
Турнир је према новој класификацији ВТА турнига из Премијер групе (раније II категорије). Игра се за наградни фонд од 600.000 долара. Победница осваја 470 ВТА бодова и награду од 98.500 долара, а финалиста 320 бодова и 52.500 долара. Учествују 32 играчице из 18 земаља.
У финалном мечу тренутно две најбоље руске тенисерке Динаре Сафине (3) и Јелене Дементјеве (4) победила је Дементјева резултатом 2:1 (6:3, 2:6, 6:1). Не турниру је савладала другу и трећу играчицу света освојивши други турнир у првих 15 дана 2009. године, што је најбољи резултат у женском тенису почетком године.

## Списак носилаца
| #  | Име                                  | Резултат успешности | Резултат успешности                  |
| -- | ------------------------------------ | ------------------- | ------------------------------------ |
| 1. | Серена Вилијамс Сједињене Државе (2) | полуфинале          | Јелена Дементјева Русија (3)         |
| 2. | Динара Сафина Русија (3)             | финале              | Јелена Дементјева Русија (4)         |
| 3. | Јелена Дементјева Русија (4)         |                     | Победница турнира                    |
| 4. | Вера Звонарјова Русија (7)           |                     | одсутала                             |
| 5. | Светлана Кузњецова Русија (8)        | четвртфинале        | Ај Сугијама Јапан                    |
| 6. | Агњешка Радвањска Пољска (10)        | четвртфинале        | Јелена Дементјева Русија (3)         |
| 7. | Нађа Петрова Русија (11)             | 1. коло             | Ализе Корне Француска                |
| 8. | Каролина Возњацки Данска (12)        | четвртфинале        | Серена Вилијамс Сједињене Државе (1) |

Број у загради иза имена је место на ВТА листи пре почетка турнир

## Прво коло
| бр. меча | 1. тенисека                          | Резултат         | 2. тенисека                           |
| -------- | ------------------------------------ | ---------------- | ------------------------------------- |
| 1.       | Серена Вилијамс Сједињене Државе (1) | 6:3, 6:7(4), 7:5 | Саманта Стосур Аустралија             |
| 2.       | Сара Ерани Италија                   | 6:1, 6:2         | Кејси Делаква Аустралија              |
| 3.       | Марион Бартоли Француска             | 1:1 предаја      | Мелани Саут Уједињено Краљевство (КВ) |
| 4.       | Доминика Цибулкова Словачка          | 1:6, 2:6         | Каролина Возњацки Данска (8)          |
| 5.       | Јелена Дементјева Русија (3)         | 5:7, 1:6         | Јекатарина Макарова Русија            |
| 6.       | Карин Кнап Италија (ЛЛ)              | 4:6, 2:6         | Јармила Гајдошева Словачка {ВК}       |
| 7.       | Клара Закопалова Чешка (КВ)          | 3:6, 0:6         | Данијела Хантухова Словачка           |
| 8.       | Сибила Бамер Аустрија                | 4:6, 3:6         | Агњешка Радвањска Пољска (6)          |
| 9.       | Светлана Кузњецова Русија (5)        | 3:6, 6:1, 6:3    | Пенг Шуај Кина                        |
| 10.      | Каја Канепи Естонија                 | 1:6, 5:7         | Ангелика Кербер Немачка (КВ)          |
| 11.      | Џил Крејбас Сједињене Државе (ЛЛ)    | 2:6, 3:6         | Ај Сугијама Јапан                     |
| 12.      | Анабел Медина Гаригес Шпанија        | 6:1, 3:6, 6:3    | Анастасија Јакимова Белорусија (ЛЛ)   |
| 13.      | Нађа Петрова Русија (7)              | 2:6, 4:6         | Ализе Корне Француска                 |
| 14.      | Марија Кириленко Русија              | 2:6, 2:6         | Алиса Клејбанова Русија               |
| 15.      | Emelyn Starr Аустралија (ВК)         | 0:6, 1:6         | Вера Душевина Русија (КВ)             |
| 16.      | Сорана Крстеа Румунија               | 2:6, 1:6         | Динара Сафина Русија (2)              |

Број у загради иза имена је број носиоца,
КВ - из квалификација
ВК - Вајлд кард
ЛЛ - Лаки лузер

## Осмина финала
14. јануар
| бр. меча | 1. тенисека                           | Резултат         | 2. тенисека                     |
| -------- | ------------------------------------- | ---------------- | ------------------------------- |
| 1.       | Серена Вилијамс Сједињене Државе (1)  | 6:1, 6:2         | Сара Ерани Италија              |
| 2.       | Мелани Саут Уједињено Краљевство (КВ) | 2:6, 0:6         | Каролина Возњацки Данска (12)   |
| 3.       | Јелена Дементјева Русија (3)          | 6:2, 6:4         | Јармила Гајдошева Словачка {ВК} |
| 4.       | Данијела Хантухова Словачка           | 3:6, 5:7         | Агњешка Радвањска Пољска (6)    |
| 5.       | Светлана Кузњецова Русија (5)         | 6:2, 2:6, 7:6(3) | Каја Канепи Естонија            |
| 6.       | Ај Сугијама Јапан                     | 2:6, 6:1, 6:2    | Анабел Медина Гаригес Шпанија   |
| 7.       | Ализе Корне Француска                 | 7:6(5), 6:1      | Алиса Клејбанова Русија         |
| 8.       | Вера Душевина Русија (КВ)             | 3:6, 0:6         | Динара Сафина Русија (2)        |

## Четвртфинале
| бр. меча | 1. тенисека                          | Резултат            | 2. тенисека                   |
| -------- | ------------------------------------ | ------------------- | ----------------------------- |
| 1.       | Серена Вилијамс Сједињене Државе (1) | 6:7(5), 6:3, 7:6(3) | Каролина Возњацки Данска (12) |
| 2.       | Јелена Дементјева Русија (3)         | 6:2, 5:7, 6:4       | Агњешка Радвањска Пољска (6)  |
| 3.       | Светлана Кузњецова Русија (5)        | предаја             | Ај Сугијама Јапан             |
| 4.       | Ализе Корне Француска                | 3:6, 4:6            | Динара Сафина Русија (2)      |

## Полуфинале
| бр. меча | 1. тенисека                          | Резултат    | 2. тенисека                  |
| -------- | ------------------------------------ | ----------- | ---------------------------- |
| 1.       | Серена Вилијамс Сједињене Државе (1) | 3:6, 1:6    | Јелена Дементјева Русија (3) |
| 2.       | Ај Сугијама Јапан                    | 4:6, 6:7(3) | Динара Сафина Русија (2)     |

## Финале
| бр. меча | 1. тенисека                  | Резултат      | 2. тенисека              |
| -------- | ---------------------------- | ------------- | ------------------------ |
| 1.       | Јелена Дементјева Русија (3) | 6:3, 2:6, 6:1 | Динара Сафина Русија (2) |